# Scarlet Nexus
Scarlet Nexus es un juego de rol de acción desarrollado por Bandai Namco Studios y Tose y publicado por Bandai Namco Entertainment. Fue lanzado el 25 de junio de 2021 para Microsoft Windows, PlayStation 4, PlayStation 5, Xbox One, Xbox Series X/S. El juego recibió críticas generalmente positivas, con elogios por el combate pero negativas por sus misiones secundarias.
Una adaptación a serie de anime producida por el estudio Sunrise, se emitió entre julio y diciembre de 2021.

## Trama
Ambientada en un futuro cercano y una realidad alternativa donde la humanidad desarrolla tecnología y forma una sociedad basada en las sustancias que se encuentran en los cerebros humanos. Estas sustancias también otorgan a los humanos superpoderes extrasensoriales. The Other Suppression Force (OSF) recluta miembros con habilidades sobrenaturales para proteger a la humanidad de los Otros, mutantes sin sentido que descienden del Cinturón de Extinción.

## Personajes
Pelotón Yuito:
- Yuito Sumeragi: Es el hijo menor de la familia Sumeragi (descendiente del fundador de la nación de Nueva Himuka 2,000 años atrás), misma que se ha desempeñado por generaciones en la política. Posee el poder de la psicoquinesis. Es un joven alegre y optimista que ha querido formar parte de la OSF desde su infancia, luego de un ataque de Otros en el que fue salvado por un miembro misterioso de la organización. Su combate se basa en ataques cuerpo a cuerpo mediante el uso de una katana que controla mediante su poder.
- Hanabi Ichijo: Joven alegre y de buen corazón cuyo poder es la piroquinesis. Es amiga de la infancia de Yuito y parece conocerlo mejor que nadie dentro de la OSF. Aunque es algo torpe, también posee grandes habilidades para el combate contra los Otros, a los que enfrenta armada con una antorcha.
- Tsugumi Nazar: Es una chica tímida que tiene el poder de la clarividencia. Posee un gran gusto con la jardinería y, en consecuencia, tiene un gran conocimiento y habilidades al respecto. Aunque tiene pocos amigos y prefiere las plantas, valora a sus compañeros y se preocupa por ellos. Su arma en combate es un revólver.
- Gemma Garrison: Miembro veterano de la OSF que se especializa en la protección mediante la escleroquinesis. Como soldado experimentado, tiene un amplio conocimiento y habilidades para el combate, así como un temperamento tranquilo. Dado que los poderes en cada persona se debilitan con la edad, Gemma sabe que su retiro está cerca. Para enfrentar a los Otros emplea un par de guanteletes.
- Luka Travers: Destacado miembro de la OSF y septentrión de sexta clase. Usuario del poder de teleportación y un martillo pesado que emplea a pesar de su escasa fuerza y tamaño, es un soldado hábil que siempre busca empujarse más allá de sus límites para ejercitar su propio cuerpo y  estar a la altura de su hermano mayor, el general de división Karen Travers.

## Media

### Anime
El 18 de marzo de 2021, Funimation anunció y obtuvo la licencia de una adaptación de la serie de televisión de anime producida por Sunrise fuera de Asia. Medialink obtuvo la licencia del anime en el sur y sureste de Asia. Hiroyuki Nishimura dirigió la serie y Yōichi Katō, Toshizō Nemoto y Akiko Inoue escribieron los guiones de la serie, con Nishimura y Yuji Ito diseñando los personajes y Hironori Anazawa componiendo la música de la serie. La serie se emitió del 1 de julio al 23 de diciembre de 2021. De los episodios 1 a 13, el primer tema de apertura es "Red Criminal" de The Oral Cigarettes, quienes anteriormente interpretaron el tema principal del juego, "Dream In Drive", mientras que el primer tema final el tema es "Fire" de Yamato(.S). De los episodios 14 a 26, el segundo tema de apertura es "MACHINEGUN" de The Oral Cigarettes, mientras que el segundo tema de cierre es "Stranger" de Ayumu Imazu. Crunchyroll obtuvo la licencia de la serie fuera de Asia.
El 11 de julio de 2021, Funimation anunció que la serie recibió un doblaje en español latino, que se estrenó el 5 de agosto.

### Videojuego
Scarlet Nexus fue desarrollado conjuntamente por Bandai Namco Studios y TOSE. Keita Iizuka es el productor del juego, mientras que Kenji Anabuki se desempeñó como director del juego, quienes trabajaron en la serie Tales. Según Iizuka, el término "Scarlet Nexus" significa "conexión roja" o "vínculo rojo". Por lo tanto, "los objetos o personas conectados con líneas rojas representan una gran parte de las imágenes y el arte clave" del juego. El artista Masakazu Yamashiro combinó formas de vida orgánicas y elementos mecánicos para crear un diseño único para los Otros, los enemigos de los protagonistas. En el juego, mientras los Otros invaden simplemente para consumir cerebros humanos, la humanidad ya ha desarrollado un sistema para pronosticar su invasión. El director del juego, Kenji Anabuki, los comparó con los desastres naturales con los que los humanos necesitan coexistir. Dado el tema, la historia y el escenario del juego, Bandai Namco llamó a Scarlet Nexus un juego "brain punk".